# Enorm in Form
Enorm in Form war eine Aerobic-Sendung zum Mitmachen im ZDF. Sie wurde vom April 1983 bis April 1984 wöchentlich am Samstagnachmittag ausgestrahlt und hatte insgesamt 49 Folgen.
In jeder der etwa 15-minütigen Folgen wurde zuerst ein Einspieler von Bernd Rosemeyer gesendet, dem damaligen Professor für Orthopädie am Klinikum Harlaching. Er erläuterte kurz die folgenden Übungen und gab gesundheitliche Tipps. Danach sah man eine Aerobic-Gruppe von etwa neun Personen, die die Übungen – musikalisch untermalt – vorturnten. An der Spitze waren stets die beiden Moderatorinnen Judith Jagiello und Gaby Just, die die Übungen kurz erklärten und anzählten. Die Turner waren, dem Zeitgeist entsprechend, mit bunten Leggings, Stulpen und Stirnbändern ausgestattet. Die Zuschauer wurden zum Mitturnen angeregt, und als Musik wählte man Disco- und Popmusik. Getreu dem Motto „Tele-Aerobic für die Familie“ sah man gelegentlich auch Kinder oder Senioren in der Turngruppe. Von der Sendung, die im ZDF-Fernsehstudio München (heute Bavaria Studios) aufgezeichnet wurde, erschienen 1983 auch eine Langspielplatte bei Ariola und ein Begleitbuch beim Goldmann Verlag, ISBN 3442101875. Die Titelmusik komponierte Ralph Siegel.
Fortgesetzt wurde die Reihe 1984 mit leicht abgewandeltem Konzept unter dem Titel Breakdance: 16 Folgen lang wurde hier von Eisi Gulp und Judith Jagiello eine Fitness-Sendung präsentiert, die auch einfache Elemente des Breakdance enthielt. Die Studiodekoration mit der knallbunten Bemalung sollte dabei auf Graffiti hindeuten. Auch hier gab es wieder eine kurze Einleitung von Rosemeyer. Die Titelmusik war Jenny Burtons Remember what you like.
Eine letzte Version des Konzepts gab es 1989 als Let’s Move: 16 Folgen lang moderierte Gaby Just hier Fitness-Übungen zum Mitmachen.
Ein ähnliche Fernsehsendung war Medizin nach Noten, die  Gymnastiksendung des DDR-Fernsehens.